# 論語集注
『論語集注』（論語集註、ろんごしっちゅう）は、南宋の儒学者である朱熹（朱子）による『論語』の注釈書。『四書集注』（『大学章句』、『中庸章句』、『論語集注』、『孟子集注』）に含まれる。何晏等による『論語集解』の「古注」に対して「新注」と称される。

## 概説
南宋の儒学者である朱熹は、「五経」への階梯として、孔子に始まり孟子へと続く道が伝えられていると考え、「四書」（『大学』『中庸』『論語』『孟子』）を重視した。朱熹は「四書」それぞれに注釈書を著し（『四書集注』、すなわち『大学章句』、『中庸章句』、『論語集注』、『孟子集注』の4作）「四書」の一つである『論語』では従来の注釈には飽き足らず、北宋の二程（程顥・程頤の兄弟）と、その後学を中心に自己の解釈を加えて新たな注釈を作成した。朱熹によるこの注は何晏等の『論語集解』が「古注」と称されるのに対し「新注」と称される。元において朱子学が国教化（延祐2年〈1315年〉科挙の標準解釈に採用）されて以降、のちの明・清のみならず、朝鮮半島や日本、ベトナム など東アジアに大きな影響を与え、広く受容された。『論語集解』の普及によって『論語』と聖人孔子の人格とが強く結びついて理解され、それがまた読者の現実の実践と不可分な関係でとらえられるという事態が確立した。ただし、元朝において朱熹の注釈が科挙に採用されたことは、学問に著しい功利性を生じさせ、元来の朱子学の形骸化を招いたとも言える。近世の東アジアの知識人のほとんどが『論語集注』を読んだと言っても過言ではなく、現在でも『論語集注』は『論語』を理解する上で最も優れた注釈書と目される。なお、朱熹の弟子の解釈は趙順孫『論語纂疏』に、元の解釈はそれを流用した胡広『論語大全』に見える。

## 成立の経緯
『論語集注』に加え、『論語精義』と『論語或問』の二書が今日朱熹の著作として伝わる。まず朱熹は道学の思想家たちを中心に『論語』解釈の資料集を作った。これが43歳の時の『論語精義』である。ここに集められた解釈は相互に齟齬があったため、次に朱熹は自己の思想を軸にそれらの調停あるいは選択でもってその議論の道筋を述べることを試みた。これが48歳のときの『論語或問』である。そしてその作業と並行して、精選した解釈をまとめて自己の解釈も付したのが、同じく48歳ごろの作とされる『論語集注』である。『論語集注』は資料収集と内容の検討という周到な手段を経て作成されたと言える。

## 特質
『論語集注』では、『論語』に即して朱熹自らの思想が語られる。朱子が同じく自著の『孟子集注』と併せて「一字も添えれず、一字も減らせられぬ」と自負した書であり、道学や周辺の儒学者の論語解釈を集め、精髄をここにまとめている。

「集注」とあるだけあって、先行する諸学者の注を引用し集めたものに朱熹の考えを随時付した体裁になっており、道学者としての朱熹の立場がよく現れている。引用の柱は二程と張載で、それぞれ「程子」「張子」と敬称を付して引用される。二程に関しては、程顥・程頤の兄弟の思想は完全に同一とは言えないが区別していない。程顥・程頤の語を一時に一人が言ったかのように引用している箇所や、出典不明の箇所も見られる。これは朱熹が原典通りに一字一句を正確に引用するよりも自己が理解した内容をともかくも示そうとした態度の現れである。また、ほかの引用にもかなり混乱が見られ、朱熹は典拠の正確さより自身の解釈に的確かどうかに厳密さを求めたといえる。朱熹の引用姿勢は、『朱子語類』にも見て取れる。
 朱熹は先人の解釈が後学者には恐らく分かりづらいことに配慮し、『論語集注』ではその要旨のみを取り、引用したうえで更に解説を付す必要を無くしている。
また、『集注』を巡る弟子の質問と朱熹の応答では引用の際に本文の増減変改を施しているのは先人の説に問題がある場合にそれにさらに注を付けるような煩瑣なことを避けるためであると明言され、朱熹が引用の際に原文に大幅に手を加えているのは自覚的になされたことが窺える。

## 『論語』の解釈
朱熹は、常人・賢人・聖人の段階の差を認識して『論語』を読むことで、聖人に到達すための学の中でそれぞれの言葉の位置づけができると考えていた。『集注』における『論語』解釈の特質は聖人（孔子など）・道の伝授に関われる特別な弟子（顔回・曾参など）・高弟（子路・子貢など）・常人（普通の弟子など）のそれぞれの境地の差を切り分けて説明していることにある。朱子学は宇宙や心性の構造論で注目されるが、『集注』ではそのような問題よりも、聖人の境地に焦点が当てられている。その聖人の境地は常人の意識のあり方をふまえたうえで渾然たる一理として呈示されている。

## 構成
『集注』はその構成において二つの解釈が並べられることがある。『朱子語類』には
とあり、前に書かれた説の方に重点が置かれ、また優れていると朱熹に解されている。
また、『集注』は「圏外の説」に特徴がある。章の末に○印（圏点）がありその後で先人の説が引用されている場合、原文に無いが原文から敷衍できる内容、あるいは特に強調すべき章全体の意味であるとする。これがいわゆる「圏外の説」である。